# Mabesekwa
Mabesekwa est une ville du Botswana.